# Liste der Biografien/Line
Liste der Biografien |
Portal Biografien |
Personensuche
# |
A |
B |
C |
D |
E |
F |
G |
H |
I |
J |
K |
L |
M |
N |
O |
P |
Q |
R |
S |
T |
U |
V |
W |
X |
Y |
Z |
?
 
La |
Lb |
Lc |
Le |
Lg |
Lh |
Li |
Lj |
Ll |
Lm |
Lo |
Lp |
Lt |
Lu |
Lv |
Lw |
Lx |
Ly |
Lz
 
Lia |
Lib |
Lic |
Lid |
Lie |
Lif |
Lig |
Lih |
Lii |
Lij |
Lik |
Lil |
Lim |
Lin |
Lio |
Lip |
Liq |
Lir |
Lis |
Lit |
Liu |
Liv |
Liw |
Lix |
Liy |
Liz
 
Lina |
Linb |
Linc |
Lind |
Line |
Linf |
Ling |
Linh |
Lini |
Linj |
Link |
Linl |
Linn |
Lino |
Linp |
Lins |
Lint |
Linu |
Linv |
Linw |
Linx |
Liny |
Linz
Die Liste der Biografien führt alle Personen auf, die in der deutschsprachigen Wikipedia einen Artikel haben. Dieses ist eine Teilliste mit 41 Einträgen von Personen, deren Namen mit den Buchstaben „Line“ beginnt.

## Line
- Line, David A., deutscher Musiker und Schriftsteller
- Liné, Helga (* 1932), deutsche Schauspielerin
- Line, Katty (* 1947), französische Sängerin und Schauspielerin
- Line, Liborius von (1595–1664), deutscher Jurist, Gesandter bei den Westfälischen Friedensverhandlungen
- Līne, Velta (1923–2012), sowjetische bzw. lettische Schauspielerin
- Line, Zach (* 1990), US-amerikanischer American-Football-Spieler

### Lineb
- Lineback, Richard (* 1952), US-amerikanischer Schauspieler
- Lineberger, Carl (1939–2023), US-amerikanischer Physikochemiker
- Lineberger, Walter F. (1883–1943), US-amerikanischer Politiker
- Lineburg, Stephi (* 1982), US-amerikanische Schauspielerin

### Lineh
- Linehan, Daniel (* 1992), US-amerikanischer Choreograf und Tänzer
- Linehan, Graham (* 1968), irischer Drehbuchautor
- Linehan, Kim (* 1962), US-amerikanische Schwimmerin
- Linehan, Marsha M. (* 1943), US-amerikanische Psychologin
- Linehan, Neil J. (1895–1967), US-amerikanischer Politiker

### Linei
- Líneik Anna Sævarsdóttir (* 1964), isländische Politikerin (Fortschrittspartei)

### Linek
- Linek, Lars-Luis (* 1955), deutscher Komponist und Blues-Musiker
- Lineker, Gary (* 1960), englischer Fußballspieler und FernsehmoderatorGary Lineker (* 1960)

Gary Lineker (* 1960)

### Linel
- Linel, Albert (1833–1916), Kunstsammler, Mäzen und Stifter
- Linel, Michael (1830–1892), Kunstsammler, Mäzen und Stifter

### Linem
- Linemann, Albrecht (1603–1653), deutscher Mathematiker und Astronom
- Linemayr, Erich (1933–2016), österreichischer Fußballschiedsrichter

### Linen
- Linenger, Jerry M. (* 1955), US-amerikanischer Astronaut

### Liner
- Liner, Carl August (1871–1946), schweizerischer Maler
- Liner, Carl Walter (1914–1997), Schweizer Maler
- Linér, Per (1853–1939), schwedischer Landschaftsmaler

### Lines
- Lines, Aaran (* 1976), neuseeländischer Fußballspieler
- Lines, Aaron (* 1977), kanadischer Countrymusiker
- Lines, Disco (* 1999), US-amerikanischer DJ, Musikproduzent und Songwriter
- Lines, Mary (1893–1978), britische Leichtathletin
- Lines, Oliver (* 1995), englischer Snookerspieler
- Lines, Peter (* 1969), englischer Snookerspieler

### Linet
- Linet (* 1975), türkisch-israelische Sängerin
- Linetsky, Jaclyn (1986–2003), kanadische Schauspielerin
- Linette, Magda (* 1992), polnische TennisspielerinMagda Linette (* 1992)

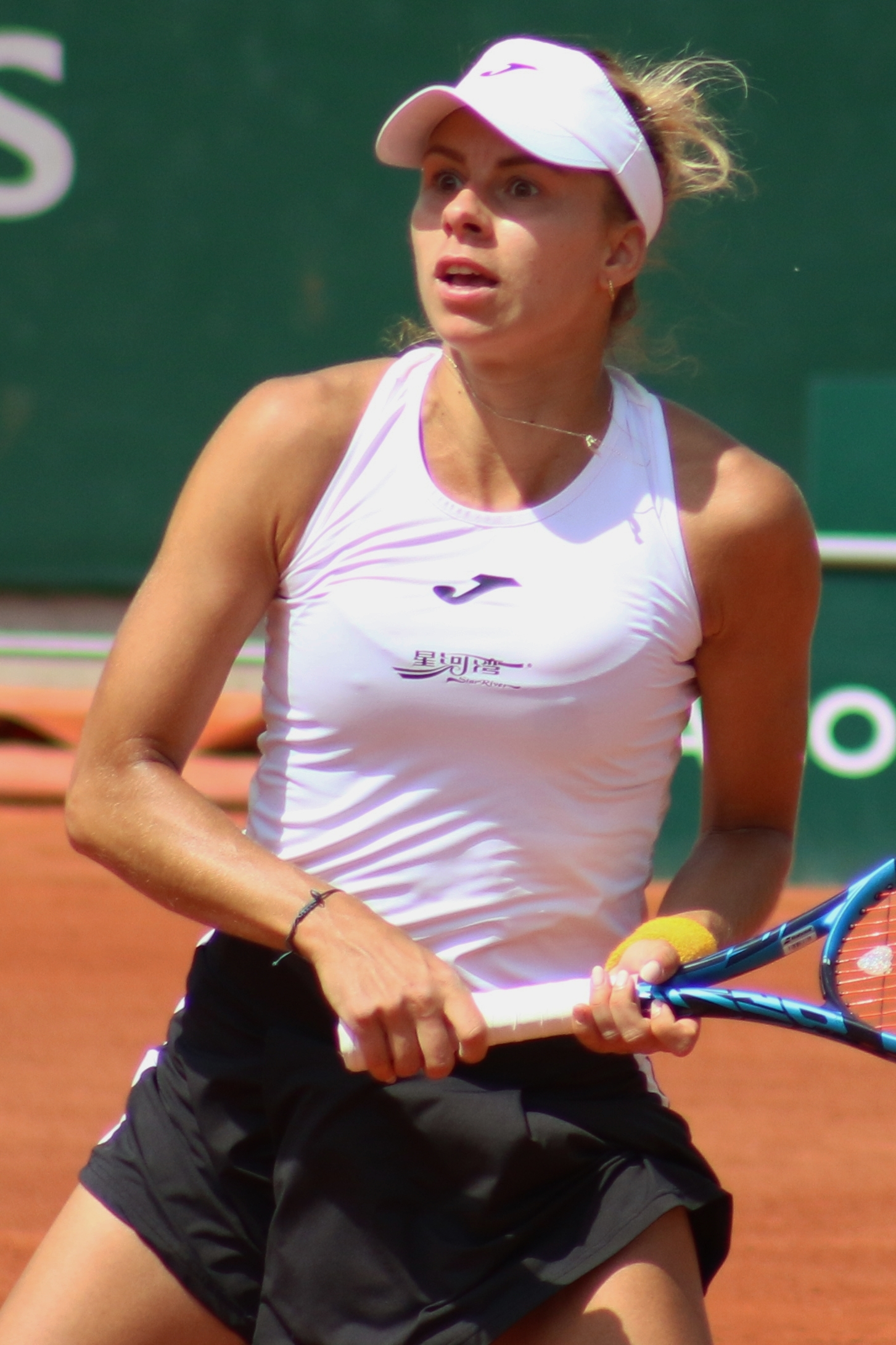
Magda Linette (* 1992)

- Linetty, Karol (* 1995), polnischer Fußballspieler

### Linew
- Lineweaver, Stephen J. (* 1955), US-amerikanischer Filmarchitekt
- Linewitsch, Nikolai Petrowitsch (1839–1908), russischer Offizier, General der Infanterie

### Linez
- Linez, Natalee (* 1994), US-amerikanische Schauspielerin
- Linezkaja, Jewgenija Simonowna (* 1986), russisch-israelische Tennisspielerin
- Linezki, Izchak Ioel (1839–1915), ukrainisch-russischer jiddisch-schreibender Schriftsteller und Satiriker